# Яковлева, Павла Петровна
Павла Петровна Яковлева (1909—1995) — советский передовик производства в сельском хозяйстве. Герой Социалистического Труда (1950).

## Биография
Родилась 16 июня 1909 года в деревне Трепузово Архангельского уезда Архангельской губернии в крестьянской семье.
С 1925 года работала на лесозаготовках.
С 1930 по 1964 годы — работала дояркой в колхозах «Красный Октябрь» и «Дружба», а также на ферме племенного совхоза «Архангельский» Приморского района Архангельской области.
17 июня 1949 года «за отличие в труде и за высокие показатели по итогам 1948 года» Указом Президиума Верховного Совета СССР П. П. Яковлева была награждена Орденом Ленина.
По итогам 1949 года П. П. Яковлева получила от 9 коров по 5347 килограммов молока с содержанием 198 килограммов молочного жира в среднем от коровы за год.
30 августа 1950 года Указом Президиума Верховного Совета СССР «за достижение высоких показателей в животноводстве в 1949 году при выполнении колхозами обязательных поставок государству, контрактации, натуроплаты за работы машинно-тракторной станции и плана прироста поголовья по каждому виду продуктивного скота и птицы» Павла Петровна Яковлева был удостоен звания Героя Социалистического Труда с вручением Ордена Ленина и золотой медали «Серп и Молот».
13 июня 1951 года «за отличие в труде и за высокие показатели по итогам 1950 года» Указом Президиума Верховного Совета СССР П. П. Яковлева была награждена третьим Орденом Ленина.
Павла Петровна Яковлева являлась одной из четырёх доярок в Архангельской области, которые стали кавалерами трёх орденов Ленина.
С 1964 года вышла на пенсию.
Скончалась 7 июня 1995 года. Похоронена на кладбище в деревне Кузьмино Приморского района Архангельской области.

## Награды
- Медаль «Серп и Молот» (30.08.1950)
- Три Ордена Ленина (17.06.1949, 30.08.1950, 13.06.1951)